# フェノールスルホンフタレイン
フェノールスルホンフタレイン（英語: phenolsulfonphthalein, PSP）とは色素の一種で、水溶液が中性では黄色、アルカリ性では赤色に変化することから、pH指示薬として用いられる化合物。別名としてフェノールレッド (phenol red) とも呼ばれる赤色の固体。
人体に於いて分解されず、そのほぼ全てが尿に混ざり排出されることから腎機能検査に用いられる。
| フェノールレッド | フェノールレッド | フェノールレッド | フェノールレッド | フェノールレッド |
| ---------------- | ---------------- | ---------------- | ---------------- | ---------------- |
| pHによる色の変化 |                  |                  |                  |                  |
| 6.6以下          | ↔                | 8.0以上          |                  |                  |